# 香港夜繽紛
香港夜繽紛為香港特別行政區政府於2023年9月中旬起推行一系列以夜市作為推廣旅遊及刺激經濟的項目。香港特別行政區政府於2024年1月9日宣佈香港夜繽紛的升級版日夜都繽紛。

## 背景

### 後疫情經濟
2019年至2023年期間先後發生反對逃犯條例修訂草案運動和爆發2019冠状病毒病疫情，香港經濟及居民收入均受到嚴重衝擊，許多企業面臨困境，失業率上升。
2023年初以來，港元匯率跟隨美元在一段時間保持相對強勢，港元兌人民幣匯率累計最多升值約8%，提升港人北上消費的購買力。
內地經濟的持續增長，內地城市的消費環境、商品種類、服務項目擁有較高的性價比，更多的消費選擇和優惠活動令香港居民前往內地消費更趨理性化。
香港與內地經歷長達近三年的出入境限制，2023年初終於全面恢復通關，港人積壓許久的北上消費表現出剛性需求，在短時間內出現俗稱「報復性消費」現象。

### 國策推動首發經濟
根據2022年統計，深圳總共開立的首店品牌321家，同比增加18.8%，其品牌吸引力穩居全國前列。
2022年深圳市商務局印發《關於加快建設國際消費中心城市的若干措施》，高度重視「首店經濟」和「首發經濟」，支持國內外知名品牌在深圳設立首店、旗艦店及新概念店等，鼓勵國內外的知名品牌在深圳首發和同步上市新品。深圳「首店經濟」通過加強規劃、出台政策、打造平台、舉辦活動等舉措，對標國際消費中心城市，打造「首店之城」。
內地業界配合民眾消費升級的需求而銳意創新之外，追捧消費新生態，國產的新興消費模式和品牌在香港人心目中的認受性已顯著提升。
內地的新商圈、新商業型態、新品牌迅速冒起，香港人為熱愛時尚、追逐潮流，帶來新鮮感和吸引力。

## 沿革
2023年2月起，香港與中國內地恢復因新冠疫情而中斷逾年的全面通關，但香港經濟未見明顯改善。
2023年4月，香港政府公布「開心香港」活動刺激經濟，財政司司長陳茂波表示「希望大家齊心合力，在香港多消費，一來大家更開心，二來亦幫助鞏固經濟復蘇的力度」，然而本港零售業銷售額仍然連跌三個月，食肆收益仍未重返2019年(新冠疫情前)的水平。
2023年6月時，香港餐飲聯業協會會長黃家和向傳媒表示，相信食肆生意額下跌是因為香港市民外遊、市民在疫情下習慣叫外賣、以及與遊客未回復疫前水平及消費力減弱所致。
香港政府在2023年9月14日推出「香港夜繽紛」，財政司司長陳茂波表示「香港夜繽紛」的構思背景是市民的生活習慣因為三年疫情而改變，晚上比較少外出，商舖、食肆或商場都提早了關門，「市民的選擇好像減少了」，因此研究以夜市推動夜間經濟，活動及措施包括商場延長營業時間增加商場人流，並於2023年9月下旬起在部分海濱劃出小販認可區設墟市，在灣仔海濱長廊一帶舉辦「海濱遊藝坊」設香港地道街頭小食的熟食攤位、大排檔、紀念品、手信區為主題，在晚間舉行大型表演節目及活動。
項目於2023年9月14日晚上6時半在西九文化區舉行及由財政司司長陳茂波主持啟動禮。

### 升級「日夜都繽紛」
2024年1月9日，行政長官李家超在2024年首個行政會議前見向記者表示，為帶動地區經濟，將由各區議會成立專責工作小組，協助推展項目，展現香港地區特色，弘揚傳統文化，帶動節日氣氛。
香港各區的市集、嘉年華將設有不同的主題，以呈現香港多元文化及地區特色並同時引入新元素。活動會邀請商戶及食肆提供折扣優惠，吸引市民消費。
2024年1月28日，「18區日夜都繽紛」在上環文化廣場正式啟動開幕，全港18區民政事務處聯同區議會陸續推出25個具各區特色文化的活動，為市民提供新年好去處。

## 活動及措施

### 香港夜繽紛
活動自9月中旬開始，橫跨多個不同重要東西方節日包括中秋節、國慶、萬聖節、聖誕節及元旦至2024年初春節。
內容涵蓋娛樂、藝術、文化、消費等不同主題，分布港九新界，對象為不同年齡與界別人士。計劃包括在西九文化區舉辦演唱會、音樂會、維多利亞港、香港及深圳兩地上空無人機表演等娛樂節目。
期間戲院推出夜場優惠、部分展覽館或博物館延長開放時間；全港超過80個商場舉行不同類型夜間活動包括市集或播放體育賽事，同時推出餐飲和消費優惠；多項大型實體慶祝活動、表演及傳統節慶恢復舉辦，其中將於2023年9月28日至30日復辦大坑舞火龍，2023年10月在添馬公園及中環海濱活動空間復辦實體版「香港美酒佳餚巡禮」以及在10月1日復辦國慶煙花匯演，2023年11月會推出「香港繽紛冬日巡禮」及除夕舉行「香港除夕倒數」，並在維多利亞港舉辦煙花匯演；以及在2024年農曆新年期間復辦香港新春花車巡遊，年宵恢復舉辦乾貨攤位。
星光大道與K11 MUSEA合辦文化海濱市集「星光夜市Night Market by The Sea」。

### 日夜都繽紛
商業類
- 灣仔區：「繽紛香港」大型無人機燈光秀[16]
- 中西區：「活力動感·日夜繽紛」市集[17]
- 尖沙嘴：「尖咀夜繽紛」市集[18]
- 深水埗區：「光劍攻殼@深水埗」；重點展示數碼產品、角色扮演及新興運動[19]
- 九龍城區：「龍城美食潑水「泰」繽紛」，暫定於2024年4月12至14日舉行，供市民體驗泰國文化（包括泰式美食、歌舞和泰拳比賽）[19]
- 觀塘區：舉辦「龍騰觀塘新春夜市」(由2024年1月25日開放至2月16日）[20]
- 屯門區：「夜屯園」市集（2024年4月13至14日）[18]
- 大埔區：「心願夜市」（2024年2月13至3月14日）[18]

傳統節日/宗教/文化類
- 南區：舉行「南區繽紛市集@洪聖誕」活動，慶祝鴨脷洲洪聖誕（2024年3月20至24日）[10]
- 東區：筲箕灣譚公誕；舉行東區夜飛龍巡遊[10]
- 黃大仙區：「黃大仙元宵燈Fun樂市集」（2024年2月23日至2月25日舉行）[18]
- 油麻地區：「油尖旺呈獻：除夕倒數迎金龍」（2024年2月9日）[18]
- 荃灣區：「龍騰華夏 荃灣元宵市集」 （2024年2月23日至2月25日舉行）[18]
- 青衣區：葵青節慶藝墟夜繽紛；慶祝真君誕及天后誕（2024年4月28日及5月1日）[18]
- 深水埗區：荔枝角舉行「花深時節」花深巿集（2024年3月16日舉行）[18]
- 沙頭角：「沙頭角元宵同樂日」；周圍佈置花燈，亦有傳統表演和展現沙頭角傳統文化（2024年2月24日）[18]
- 西貢區：「西貢天后寶誕廟會」；以慶祝天后誕[10]
- 大埔區：林村許願樹將新設亮燈安排並配合首創發光寶牒供市民許願；亦將在大埔林村舉行許願夜市[19]
- 沙田區、黃大仙區、離島區：元宵燈會[10]

在地文化類
- 油麻地區：「榕樹頭節」（推廣油麻地地道文化、參觀油麻地警署及油麻地戲院等）[21]
- 粉嶺區：聯和燈墟；在聯和市場附近佈置新春燈飾和市集（2024年2月1日至2月14日）[18]
- 元朗區：「元。遊匯」；城鄉共融的大型墟市並推廣具地區特色的商品（2024年3月1至3日）[18]

流行文化類
- 深水埗區：「尋·埗」文青市集（2024年3月9日舉行）[18]
- 銅鑼灣：「銅鑼灣Urban Blast!」；在街頭設置音樂角落、潮流市集、露天飲食專區（2024年4月13日舉行）[18]

## 爭議

### 攤檔無電力供應
位於灣仔「海濱藝遊坊」在開幕當日有部分攤檔因無電力供應，導致部分食物無法出售，有部分需冷藏的貨物因為停電而損失，生意受到影響。統籌活動的維港海上發展有限公司行政總裁麥仲威歸咎於鄰近地盤因誤會而不慎斷了活動電力。

### 無明火煮食設備
雖然行政長官李家超曾經表示消防部門會協助夜市提供明火煮食，但位於灣仔的熟食檔並無設明火煮食。負責主辦活動的維港海上發展有限公司行政總裁麥仲威則表示「這個地方不是搞夜市，主要係給人休憩、跑步」。

### 國慶煙花禁夜市
2023年10月1日國慶日，因人流管制措施，熟食攤位需要下午4時後交場，煙花匯演後亦不可以再開檔。發展局其後改口稱和警方評估情況後，認為可「寬鬆處理」開放時間。

## 外部連結
- 香港夜繽紛官方網站 （页面存档备份，存于）
- 「香港夜繽紛」啟動禮 （页面存档备份，存于）
- 政務司司長出席「18區日夜都繽紛」啓動禮及「活力動感．日夜繽紛」閃躍中西區致辭 （页面存档备份，存于）